# 韋爾比日
49°32′35″N 23°53′55″E / 49.54306°N 23.89861°E
韋爾比日（烏克蘭語：Вербіж），是烏克蘭的村庄，位於該國西部利沃夫州，由斯特雷區米科拉伊夫市镇負責管轄，始建於1615年，面積1.23平方公里，海拔高度255米，2024年人口305，人口密度每平方公里638.8人。